# An Se-bok
An Se-bok (29 de outubro de 1946) é um ex-jogador de futebol norte-coreano, que atuava como meia.

## Carreira
An Se-bok fez parte do histórico elenco da seleção norte-coreana de futebol, na Copa do Mundo de 1966.